# Nassfeld
Das Nassfeld (italienisch Passo di Pramollo, slowenisch Mokrine) am Karnischen Hauptkamm ist ein Sattel zwischen dem österreichischen Gail- und dem italienischen Kanaltal. Die Passhöhe liegt auf 1530 m ü. A., umliegende Berge sind der Gartnerkofel (2195 m), der Rosskofel (2239 m) und der Trogkofel (2280 m). Der Gartnerkofel ist bekannt für das Vorkommen des Kuhtritts, einer seltenen und endemischen Bergblume.
Auf der Passhöhe befindet sich auf österreichischer Seite das größte Skigebiet Kärntens. Herzstück inmitten der Berge ist die sogenannte Hotelzone mit zahlreichen Hotels und Ferienhäusern, seit 2015 bzw. 2023 von größeren Dörfern mit Almchalets umgeben. Die Talorte sind im Gailtal Tröpolach (slowenisch Tropolje, Gemeinde Hermagor) und im Kanaltal Pontebba (deutsch Pontafel, slowenisch Pontabla). Seit mehreren Jahren gibt es den Plan, das Skigebiet durch Skilifte auch vom italienischen Kanaltal zu erschließen.

## Skigebiet
Das Nassfeld ist das größte Skigebiet im österreichischen Bundesland Kärnten. Das Skigebiet erstreckt sich im Höhenbereich 610 m bis 2020 m ü. A. Es ist von Dezember bis April in Betrieb.
Durch seine Lage profitiert das auch als „Schneeloch“ bezeichnete Nassfeld von einem Mikroklima, das die Schneesicherheit im Skigebiet durch häufige Adriatiefs von Anfang Dezember bis Mitte April fördert. Zusätzlich sind auf allen Pisten mechanische Beschneiungsanlagen im Einsatz. Gleichzeitig gehört das Nassfeld mit durchschnittlich 850 Sonnenstunden in der Wintersaison zu den Skigebieten mit den meisten Sonnenstunden in den Alpen.
Die Pistenlänge im Skigebiet Nassfeld beträgt 110 km, davon sind 11 km als schwierig, 69 km als mittel und 30 km als leicht eingestuft. Die mit 2,2 km längste Flutlichtpiste der Alpen zum Nachtskilauf befindet sich ebenfalls im Skigebiet Nassfeld.
Neben Skipisten befinden sich im Nassfeld auch Freeride Areas sowie ein Snowpark mit einer Kickerline mit vier Kickern, die zu einer Sprunghöhe von bis zu 14 Metern führen, einer Beginners Line für Anfänger, einer Public Line und diversen weiteren Obstacles.
Weitere Wintersportmöglichkeiten bieten 80 km Loipen, 55 km Winterwanderwege und fünf Rodelbahnen sowie die Natureisflächen auf dem Pressegger und dem Weißensee.

## Sommer

### Wandern und Klettern
Durchs Nassfeld in den Karnischen Alpen und den Gailtaler Alpen führen mehr als 1000 km markierte Wanderwege auf einer Höhe von 600 bis 2800 m. Es gibt 25 Themenwanderwege, darunter mehrere Fernwanderwege:
- Südalpenweg 03 von Bad Radkersburg nach Sillian (500 km Länge)
- Rupertiweg 10 vom Böhmerwald hierher (ca. 560 km)
- Karnischer Höhenweg (155 km)
- Gailtaler Höhenweg (150 km)

Entlang der Wanderwege rund um das Nassfeld befinden sich 25 bewirtschaftete Hütten.
Für Familienwanderungen mit Kindern ist insbesondere der 1,5 km lange sogenannte Aqua Trail geeignet, der auch mit Kinderwagen befahrbar ist. An der Strecke gibt es einige Kinderspielstationen, Trampoline und Wasserspiele. Auf dem Rosskofelteich, an dem der Aqua Trail vorbeiführt, werden Gondelfahrten angeboten (Mit dem Millennium-Express zum Kofelplatz Madritsche (Bergstation) und über den Aqua Trail bis zum Rosskofelteich).
Auf den Geotrails durchs Nassfeld lassen sich Gesteine und Gesteinsablagerungen aus dem Erdaltertum finden, die Zeugnis über die Entstehung der Alpen liefern. Rund um den Wolayer See befinden sich die ältesten Gesteine des Alpenbogens, in denen Fossilien wie Orthoceren aus dem Devon enthalten sind.
Im Nassfeldgebiet gibt es folgende Klettersteige:
- Klettersteig Zottachkofel (A/B, leichter und kurzer Steig über die Nordseite auf den Gipfel)
- Ferrata Enrico Contin (A/B, leichter und kurzer Steig aus dem italienischen Winkeltal zur Contin-Scharte zwischen Rosskofel und Torre Clampil)
- Klettersteig Torre Clampil (D/E, schwieriger und ausgesetzter Steig durch die rund 180 m hohe Nordwand des Winkelturm/Torre Clampil)
- Winkelturm Ostgrat (B/C, kurzer Panoramaklettersteig entlang der Grenze Österreich/Italien auf den Gipfel des Winkelturm)
- Ferrata Crete Rosse (B/C, Steig durch die Südostwand des Trogkofels)
- Däumling-Klettersteig (B/C, westseitig knapp unterhalb des Gipfels des Gartnerkofels)

### Mountainbike
Im Nassfeld gibt es ein 950 km langes, grenzüberschreitendes, markiertes Rad- und Mountainbikewegenetz mit insgesamt 31 Routen unterschiedlicher Schwierigkeitsgrade. Der Millennium Express transportiert Mountainbikes für derzeit 20 Euro auf den Berg, dort beginnt mit 11,7 km eine der längsten Downhill-Strecken der Alpen.

### Sommerrodelbahn
Im Nassfeld befindet sich die mit 2 km längste Sommerrodelbahn Kärntens, der sogenannte Pendolino, die 400 Höhenmeter überwindet. Diese beginnt an der Bergstation (Madritsche) des Millennium-Express und führt bergab zur Tressdorfer Alm (Zwischenstation).

### Outdoor Park Nassfeld
Der Outdoor Park Nassfeld (offiziell: Felsenlabyrinth & Flying Fox) ist ein Kletterpark und eine 3D Bogensport-Anlage. Er ist mit knapp 40000 Quadratmetern, 16 Parcours und über 3000 Metern Kletterstrecke der größte Outdoor-Abenteuerpark in Kärnten.

### Almschaukel
Im Sommer 2021 eröffnete an der Tressdorfer Alm die Almschaukel Dondolo für bis zu acht Personen.

### Bademöglichkeiten
Bademöglichkeiten bestehen an den nahe gelegenen Kärntner Seen. Der Pressegger See liegt nur einige Kilometer östlich von Hermagor.

## Mobilität

### Lifte und Bahnen
Alle Bahnen befinden sich auf der Kärntner Seite. Es gibt fünf 15-Personen-Gondelbahnen, fünf 6er-Hochgeschwindigkeitssesselbahnen (zwei mit Sitzheizung), drei 4er-Hochgeschwindigkeitssessellifte und eine fixgeklemmte 4er-Sesselbahn, 15 Schlepplifte sowie mehrere Baby- und Tellerlifte.
Geplant ist auch seit mehreren Jahren eine Zubringerseilbahn, die auf der italienischen Seite von Pontebba auf den Berg führt. 2017 wurden die Planungen jedoch zunächst eingestellt.
Die Millennium-Express I, II, die Trogkofelbahn und die Zweikofelbahn (Bj. 1999) und der Millennium-Express III (BJ 2000) sind alles 15-Personen-Einzelumlaufgondelbahnen. Der Millennium-Express, die mit 6001 m längste Kabinenseilbahn in Österreich und die zweitlängste der Alpen, verbindet das Gailtal in 17 Minuten mit dem Nassfeld. Er führt von der Talstation Tröpolach über den Gmanberg und die Treßdorfer Alm (beide Mittelstationen mit Umsteigemöglichkeit) auf den Berg.
Anstelle der zwei Schlepplifte 21 und 21A auf den Rudnigsattel (Sattelabfahrt Nr. 65) wurde über den Sommer 2015 die 6er Seilbahn „Rudnigsattel“ mit einer Länge von 1.252 Meter gebaut. Mit einer Förderleistung von bis zu 3.200 Personen pro Stunde und einer Fahrtzeit von 4,59 Minuten ab Wintersaison 2015/16.
Nicht zuletzt wurde im Rahmen der im Dezember 2023 erfolgten Eröffnungsfeier der neuen Riedergarten-Immobilien mit 500 Betten auch die nächste Großinvestition in Form des Neubaus der Tröglbahn (Bj. 1985) vorgestellt. Sie soll eine Hochgeschwindigkeits-6er-Sesselbahn werden, die voraussichtlich im Dezember 2024 den Betrieb aufnehmen wird und in deren Realisierung die Bergbahnen etwa 20 Millionen Euro investieren. Im Dezember 2025 soll dann die Gartnerkofelbahn ebenfalls durch eine 10-er Kabinenbahn ersetzt werden. Die neue Bahn soll sowohl im Sommer als auch im Winter in Betrieb sein und ist eine Ein-Seil-Umlaufbahn. 

### Wanderbus
Im Sommer wird das Angebot durch den ‚‚Piccolo-Express‘‘, der verschiedene Bergbahnen, die Tressdorfer Alm, die Hotelzone und die Staatsgrenze (zwei- bis dreimal pro Tag auch Sonnleitn) in einem annähernden 1- bis 2-Stunden-Takt verbindet.

## Nassfeldpass

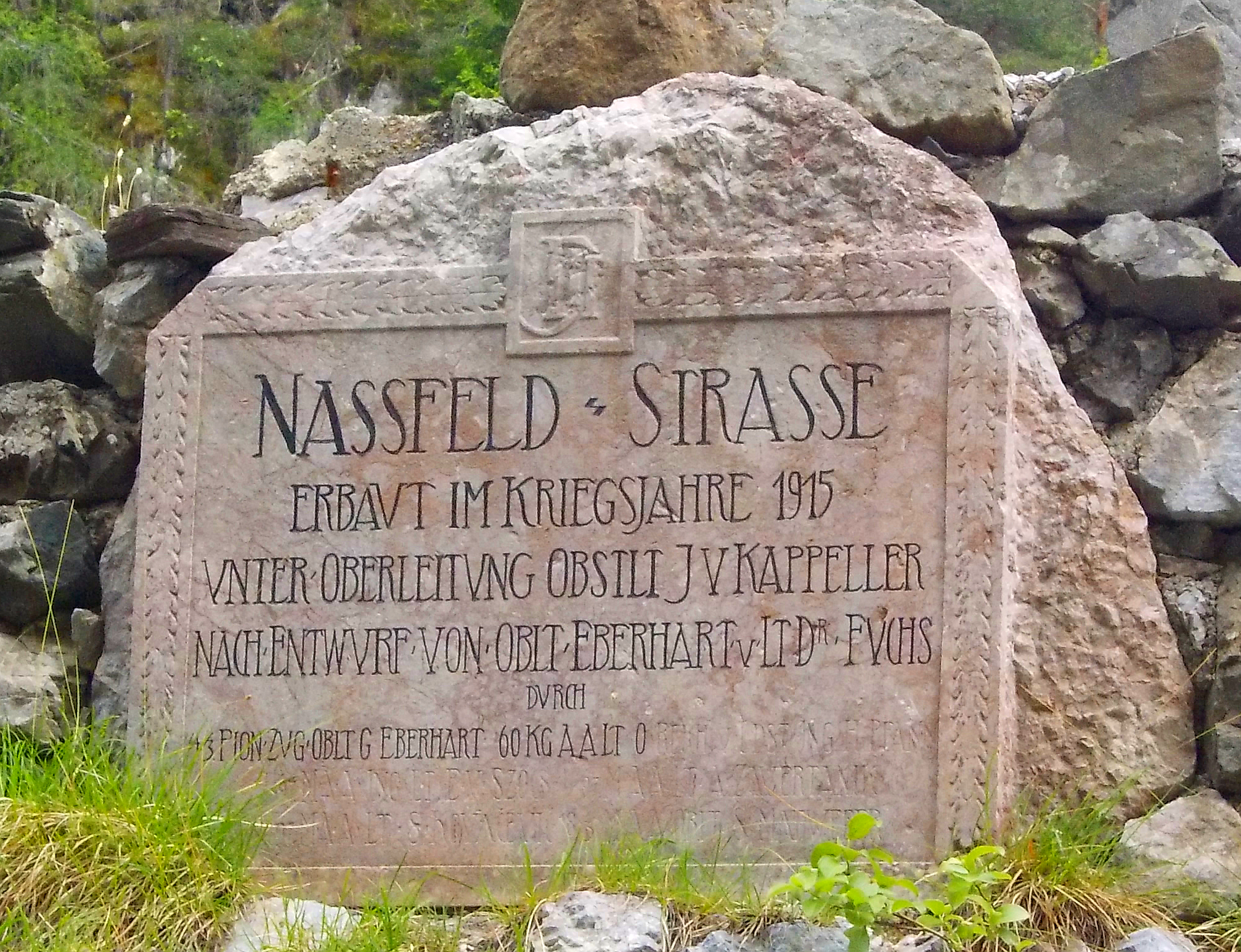
Gedenkstein auf der Passhöhe

Bis ins 16. Jahrhundert war der Nassfeldpass eine bei Kaufleuten beliebte Alternative zu den Pässen von Saifnitz und Predil. Als diese Pässe Fahrstraßen erhielten, verlor der nur mit einem, noch dazu schlecht unterhaltenen, Saumweg ausgestattete Nassfeldpass an Bedeutung. Zeugnis dessen sind die Unterlagen, die es von den Zollerhebungsstellen am Nassfeld gibt. Um den Nassfeldpass wieder aufzuwerten, gab es bald zahlreiche Ausbauprojekte, so etwa 1640 von einem Grafen Widmann. Dieser Plan wurde genauso wenig ausgeführt wie ein anderer Plan aus dem 18. Jahrhundert. In diesen Berichten wird der Nassfeldpass noch als „Kreuzen“ oder „Pass an den Lanzen“ bezeichnet. Erst im Laufe des Ersten Weltkriegs, in dem der Nassfeldpass wie der Plöckenpass Kriegsschauplatz war, wurde die Nassfeldstraße als Militärstraße ausgebaut. Heute erinnert ein Soldatenfriedhof im Dorf Tröpolach an die vielen Gefallenen auf beiden Seiten.
Die Passstraße ist auf österreichischer und italienischer Seite (SP 110) ganzjährig befahrbar. Die Nordrampe ist deutlich besser ausgebaut als die italienische Südrampe. Eine Besonderheit ist auf italienischer Seite ein etwa 220 m langer Kehrtunnel, also eine 180-Grad-Kurve im Berg. Ein Ausbau der Südrampe wurde nach geologischen Schwierigkeiten eingestellt.

## Bildergalerie

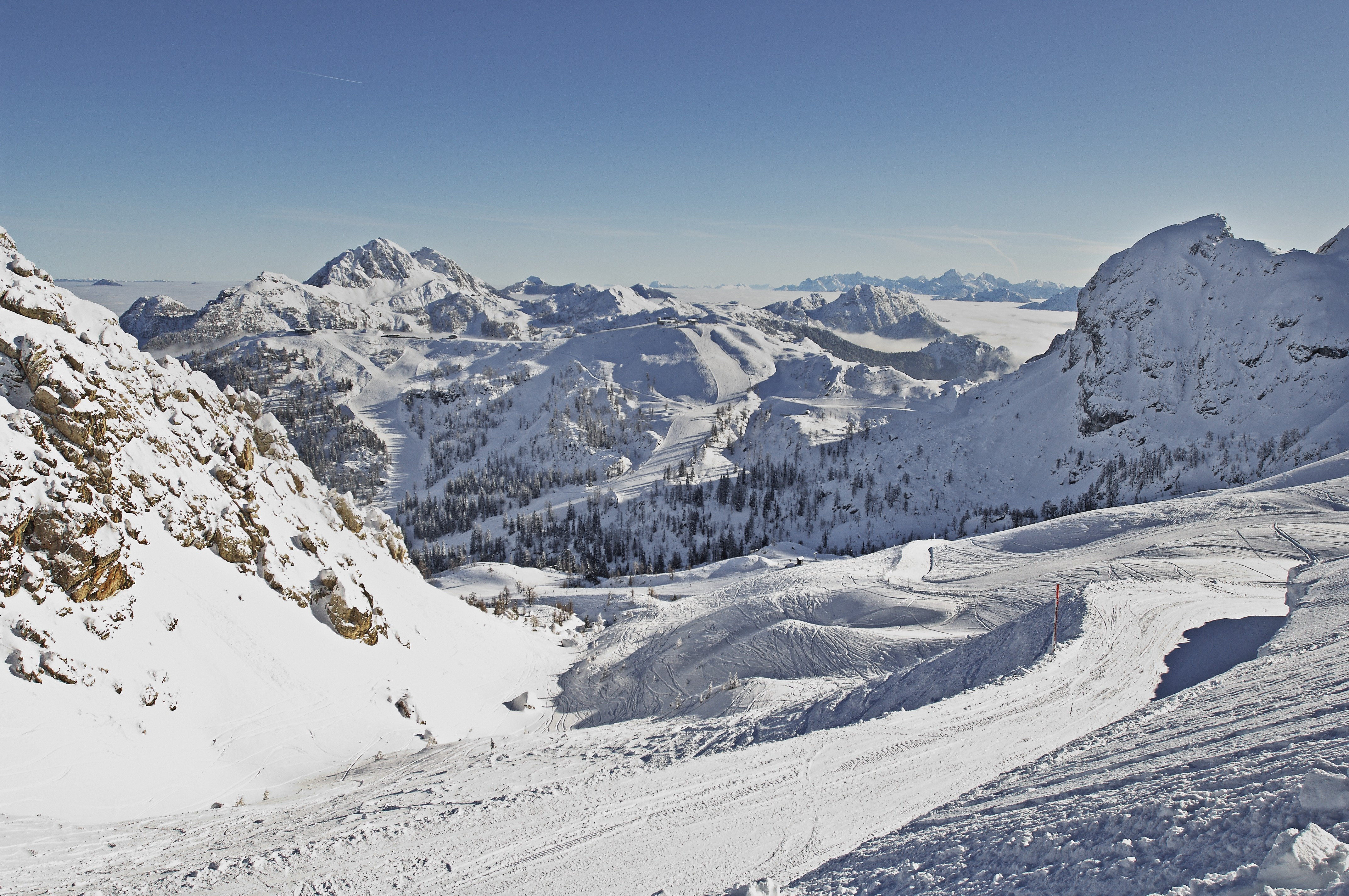
Skigebiet Nassfeld

Panorama Nassfeld

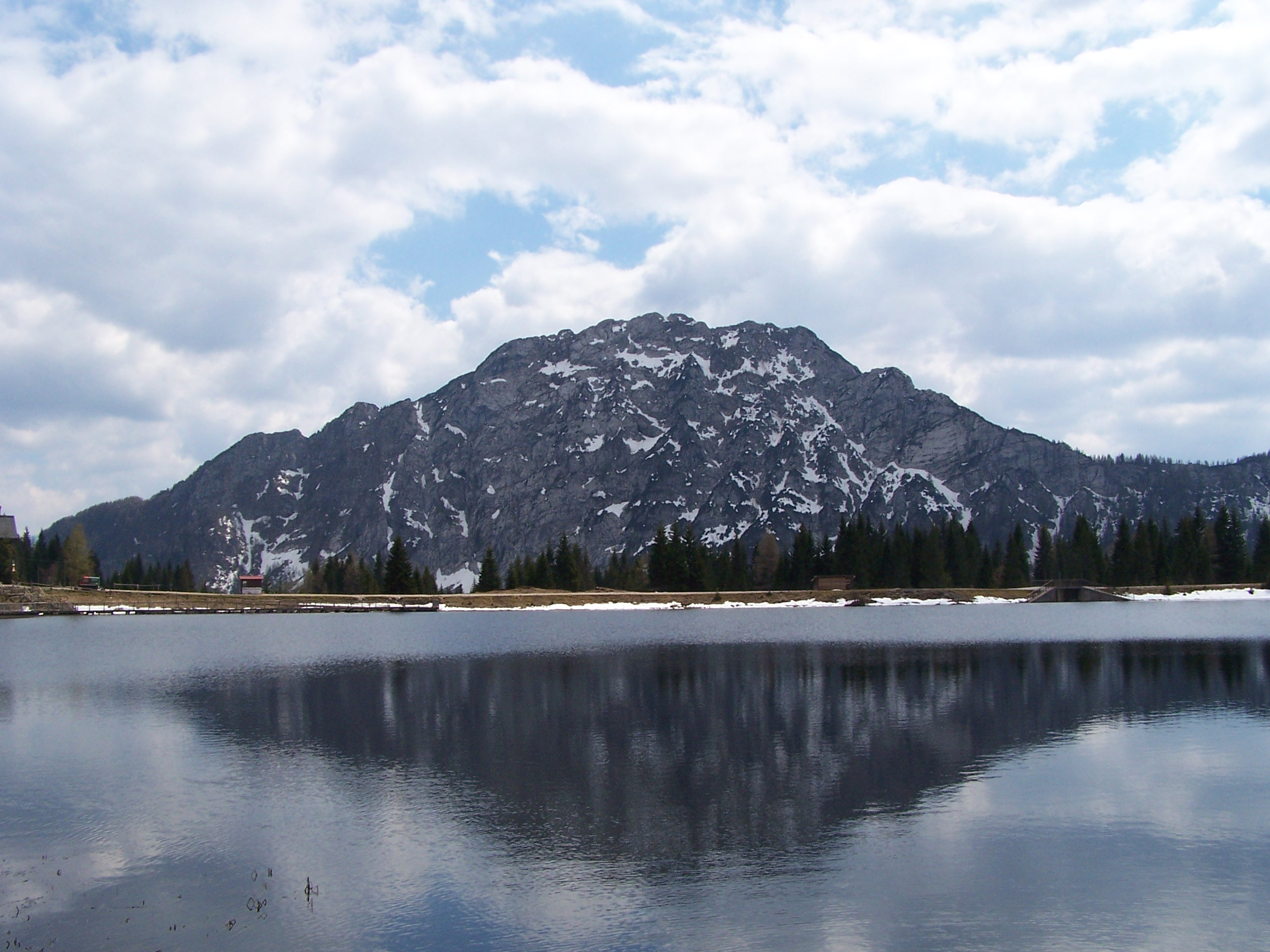
Malurch (Malvueric) von der Passhöhe
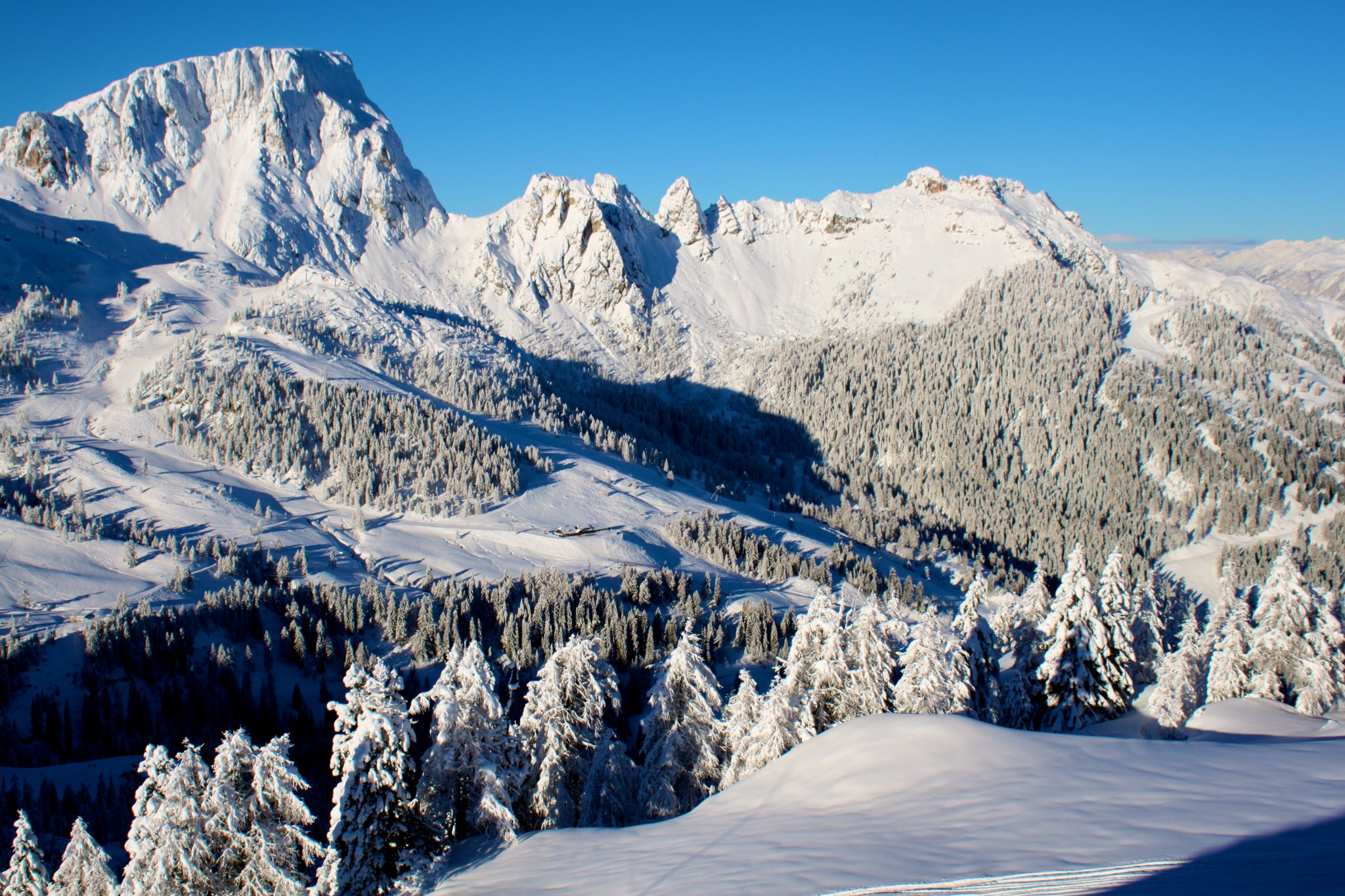
Nassfeld mit Trogkofel